# Salvatore Campilongo
Salvatore Campilongo (Napoli, 1º settembre 1961) è un allenatore di calcio, dirigente sportivo ed ex calciatore italiano, tecnico della Nocerina.

## Carriera

### Giocatore
Cresciuto nella Juve Stabia, esordì in Serie A a 18 anni, con la maglia della Lazio il 4 maggio 1980, anno in cui vinse il premio di Miglior Giocatore del Torneo di Viareggio.

Dopo qualche mese al Milan, passò all'Avellino, in massima serie, nell'estate 1980 e vi rimase fino all'ottobre 1981, quando andò in Serie C1 all'Empoli. Dopo 2 stagioni passò al Mantova in Serie C2 e poi al Campania in Serie C1.

Campilongo (accosciato, primo da sinistra) alla Casertana nella stagione 1990-1991

Tornato all'Empoli nell'estate del 1985, fu dirottato in autunno in Interregionale alla Frattese, dove giocò 10 gare segnando 6 reti.

Seguirono 4 annate in serie C con Campania Puteolana, Salernitana, Brindisi e Casertana. Con i falchetti giocò 98 gare e segnò 41 reti contribuendo alla promozione in Serie B del 1991.

Nel 1992 passò al Venezia (con cui fu autore di una tripletta alla Juventus in Coppa Italia).

Nel 1994 passò al Palermo in Serie B, dove, nella trasferta di Lecce del 23 ottobre, mise a segno 5 gol nell'1-7 ottenuto dai rosanero, eguagliando il record stabilito da Carlo Dell'Omodarme nel 1959-1960.

Nella stagione 1995-1996, dopo aver iniziato alla Turris in Serie C, approdò in Serie B all'Avellino del presidente Sibilia, con cui retrocesse in C. Giocò in seguito 2 anni nel Frosinone disputando 49 gare e siglando 22 reti. Militò inoltre nel Giugliano in Serie C2, e nuovamente in Serie D alla Puteolana nella stagione 1999-2000, con cui ottenne la promozione in Serie C2.
Chiuse la carriera nel Marcianise.

### Allenatore e dirigente
Direttore sportivo alla Casertana nelle stagioni di Serie D 2000-2001, 2002-2003.
Ha iniziato nel 2002 nella squadra dove ha giocato, la Casertana, in Campionato Nazionale Dilettanti e l'Ariano Irpino in serie D, salvandolo dalla retrocessione vincendo i play-out col Marsala. Nel 2004 passa alla Cavese, portandola dalla C2 ai playoff persi per la promozione in B. Nella stagione 2005-2006 porta la Cavese in serie C1 dopo aver battuto il 15 aprile il Sassuolo 2-1. L'estate 2007 passa al Foggia, ma nel gennaio 2008 è esonerato dopo una prima metà di campionato disastrosa rispetto alle aspettative della squadra e dei tifosi. Il 7 ottobre 2008 diventa allenatore dell'Avellino al posto di Giuseppe Incocciati. L'inizio è positivo, nella trasferta di Mantova pareggia 1-1; nell'impegno successivo interno col Bari, arriva la 1ª vittoria, l'Avellino vince 2-1.
Conclude l'esperienza Irpina con retrocessione in Lega Pro Prima Divisione. Il 16 giugno 2009 diventa allenatore dell'Empoli, in sostituzione di Silvio Baldini. Il 6 giugno 2010 gli subentra Alfredo Aglietti.
L'8 gennaio 2011 diventa allenatore del Frosinone, in Serie B in cui aveva militato in attività, subentrando a Guido Carboni. Chiude il campionato all'ultimo posto con retrocessione in Lega Pro Prima Divisione.
Il 7 gennaio 2012 diventa allenatore della Nocerina a seguito dell'esonero di Gaetano Auteri. Con lui arriva tutto il suo staff: allenatore in 2ª Alessandro Tatomir, preparatore atletico Nicola Albarella, preparatore-portieri Franco Cotugno. Il 23 gennaio, dopo 2 sconfitte e l'ultimo posto in classifica, rescinde consensualmente il contratto.
Il 6 luglio 2012 diventa allenatore dell'Ischia Isolaverde, esordendo nel 2-1 col CTL Campania, primo turno di Coppa Italia Serie D 2012-2013 e il 2 settembre in campionato col 3-0 sul Sant'Antonio Abate. Con l'Ischia vince il campionato con 5 giornate di anticipo e scudetto dilettanti.
Il 20 gennaio 2014 è esonerato dall'Ischia dopo Chieti-Ischia 3-0. Il 2 luglio 2014 firma al Rimini neoretrocesso in Serie D ma circa 2 mesi più tardi (prima d'inizio campionato) rescinde consensualmente il contratto. Il 24 novembre 2014 diventa allenatore della Casertana al posto dell'esonerato Angelo Gregucci.
Il 10 novembre 2015 diventa allenatore del Taranto succedendo all'esonerato Michele Cazzarò. ma il 27 gennaio 2016 viene sollevato dall'incarico.
L'8 gennaio 2017 subentra a Massimo Costantino sulla panchina della Vibonese non riuscendo a salvare il team dalla retrocessione dalla Lega Pro.
Il campionato successivo riparte dalla Serie D ma il 14 novembre 2017 si dimette.

Il 24 dicembre 2018 firma per il Savoia con cui conclude il campionato di Serie D al quinto posto nel girone H.
Il 17 settembre 2019 viene chiamato a subentrare a Francesco Moriero sulla panchina della Cavese, militante in Serie C.
Inizialmente non confermato per la stagione successiva viene richiamato dalla Cavese il 28 dicembre 2020.
Il 14 dicembre 2021 subentra a Tony Lio come nuovo allenatore del Lamezia Terme, militante in Serie D.
Il 18 ottobre 2022 subentra a Salvatore Marra sulla panchina della Puteolana, che staziona all'ultimo posto nella classifica del girone H di Serie D. L'8 gennaio seguente viene esonerato, con la squadra sempre sull'ultimo gradino della classifica.
Il 13 febbraio 2024 diventa il nuovo allenatore del Savoia 1908, club di Torre Annunziata che milita nel girone A di Eccellenza Campania. Il 12 novembre dello stesso anno rassegna le proprie dimissioni.
Il 5 dicembre 2024, viene nominato nuovo allenatore della Nocerina.Dopo essere arrivato secondo nella regular season, e aver ottenuto la conquista dei playoff del girone H di Serie D (2-1 contro il Martina), la società rossonera conferma la fiducia anche per la stagione 25-26.

## Statistiche

### Statistiche da allenatore
Statistiche aggiornate al 18 maggio 2025.
| Stagione                 | Squadra                  | Campionato               | Campionato | Campionato | Campionato | Campionato | Coppe nazionali | Coppe nazionali | Coppe nazionali | Coppe nazionali | Coppe nazionali | Coppe continentali | Coppe continentali | Coppe continentali | Coppe continentali | Coppe continentali | Altre coppe | Altre coppe | Altre coppe | Altre coppe | Altre coppe | Totale | Totale | Totale | Totale | % Vittorie |
| Stagione                 | Squadra                  | Comp                     | G          | V          | N          | P          | Comp            | G               | V               | N               | P               | Comp               | G                  | V                  | N                  | P                  | Comp        | G           | V           | N           | P           | G      | V      | N      | P      | %          |
| ------------------------ | ------------------------ | ------------------------ | ---------- | ---------- | ---------- | ---------- | --------------- | --------------- | --------------- | --------------- | --------------- | ------------------ | ------------------ | ------------------ | ------------------ | ------------------ | ----------- | ----------- | ----------- | ----------- | ----------- | ------ | ------ | ------ | ------ | ---------- |
| nov. 2002-feb. 2003      | Casertana                | D                        | 14         | 6          | 3          | 5          | CI-D            | -               | -               | -               | -               | -                  | -                  | -                  | -                  | -                  | -           | -           | -           | -           | -           | 14     | 6      | 3      | 5      | 42,86      |
| mar.-giu. 2004           | Ariano                   | D                        | 9+2        | 4+1        | 2+1        | 3          | CI-D            | -               | -               | -               | -               | -                  | -                  | -                  | -                  | -                  | -           | -           | -           | -           | -           | 11     | 5      | 3      | 3      | 45,45      |
| 2004-2005                | Cavese                   | C2                       | 34+4       | 17+1       | 7+2        | 10+1       | CI-C            | 4               | 2               | 1               | 1               | -                  | -                  | -                  | -                  | -                  | -           | -           | -           | -           | -           | 42     | 20     | 10     | 12     | 47,62      |
| 2005-2006                | Cavese                   | C2                       | 34         | 18         | 12         | 4          | CI+CI-C         | 1+2             | 0+0             | 0+1             | 1+1             | -                  | -                  | -                  | -                  | -                  | SdL-C2      | 2           | 1           | 1           | 0           | 39     | 19     | 14     | 6      | 48,72      |
| 2006-2007                | Cavese                   | C1                       | 34+2       | 17+1       | 11         | 6+1        | CI+CI-C         | 2+4             | 1+1             | 0+1             | 1+2             | -                  | -                  | -                  | -                  | -                  | -           | -           | -           | -           | -           | 42     | 20     | 12     | 10     | 47,62      |
| 2007-dic.2008            | Foggia                   | C1                       | 19         | 7          | 6          | 6          | CI-C            | 4               | 2               | 0               | 2               | -                  | -                  | -                  | -                  | -                  | -           | -           | -           | -           | -           | 23     | 9      | 6      | 8      | 39,13      |
| ott. 2008-2009           | Avellino                 | B                        | 35         | 9          | 13         | 13         | CI              | -               | -               | -               | -               | -                  | -                  | -                  | -                  | -                  | -           | -           | -           | -           | -           | 35     | 9      | 13     | 13     | 25,71      |
| 2009-2010                | Empoli                   | B                        | 42         | 15         | 11         | 16         | CI              | 3               | 1               | 1               | 1               | -                  | -                  | -                  | -                  | -                  | -           | -           | -           | -           | -           | 45     | 16     | 12     | 17     | 35,56      |
| gen.-giu. 2011           | Frosinone                | B                        | 21         | 4          | 7          | 10         | CI              | -               | -               | -               | -               | -                  | -                  | -                  | -                  | -                  | -           | -           | -           | -           | -           | 21     | 4      | 7      | 10     | 19,05      |
| gen. 2012                | Nocerina                 | B                        | 2          | 0          | 0          | 2          | CI              | -               | -               | -               | -               | -                  | -                  | -                  | -                  | -                  | -           | -           | -           | -           | -           | 2      | 0      | 0      | 2      | &0,00      |
| 2012-2013                | Ischia Isolaverde        | D                        | 34+4       | 28+2       | 2+2        | 4          | CI-D            | 2               | 1               | 1               | 0               | -                  | -                  | -                  | -                  | -                  | -           | -           | -           | -           | -           | 40     | 31     | 5      | 4      | 77,50      |
| 2013-gen. 2014           | Ischia Isolaverde        | 2D                       | 26         | 9          | 12         | 5          | CI-LP           | 6               | 4               | 1               | 1               | -                  | -                  | -                  | -                  | -                  | -           | -           | -           | -           | -           | 32     | 13     | 13     | 6      | 40,63      |
| Totale Ischia Isolaverde | Totale Ischia Isolaverde | Totale Ischia Isolaverde | 64         | 39         | 16         | 9          |                 | 8               | 5               | 2               | 1               |                    | -                  | -                  | -                  | -                  |             | -           | -           | -           | -           | 72     | 44     | 18     | 10     | 61,11      |
| lug.-ago. 2014           | Rimini                   | D                        | -          | -          | -          | -          | CI-D            | 2               | 1               | 0               | 1               | -                  | -                  | -                  | -                  | -                  | -           | -           | -           | -           | -           | 2      | 1      | 0      | 1      | 50,00      |
| nov. 2014-2015           | Casertana                | LP                       | 24         | 13         | 6          | 5          | CI+CI-LP        | 0+2             | 0+1             | 0+1             | 0+0             | -                  | -                  | -                  | -                  | -                  | -           | -           | -           | -           | -           | 26     | 14     | 7      | 5      | 53,85      |
| Totale Casertana         | Totale Casertana         | Totale Casertana         | 38         | 19         | 9          | 10         |                 | 2               | 1               | 1               | 0               |                    | -                  | -                  | -                  | -                  |             | -           | -           | -           | -           | 40     | 20     | 10     | 10     | 50,00      |
| nov. 2015-gen. 2016      | Taranto                  | D                        | 10         | 4          | 2          | 4          | CI-D            | -               | -               | -               | -               | -                  | -                  | -                  | -                  | -                  | -           | -           | -           | -           | -           | 10     | 4      | 2      | 4      | 40,00      |
| 2016-2017                | Vibonese                 | LP                       | 17+2       | 6          | 6+1        | 5+1        | CI-LP           | -               | -               | -               | -               | -                  | -                  | -                  | -                  | -                  | -           | -           | -           | -           | -           | 19     | 6      | 7      | 6      | 31,58      |
| lug.-nov. 2017           | Vibonese                 | D                        | 11         | 4          | 5          | 2          | CI-D            | 2               | 1               | 0               | 1               | -                  | -                  | -                  | -                  | -                  | -           | -           | -           | -           | -           | 13     | 5      | 5      | 3      | 38,46      |
| Totale Vibonese          | Totale Vibonese          | Totale Vibonese          | 30         | 10         | 12         | 8          |                 | 2               | 1               | 0               | 1               |                    | -                  | -                  | -                  | -                  |             | -           | -           | -           | -           | 32     | 11     | 12     | 9      | 34,38      |
| dic. 2018-2019           | Savoia                   | D                        | 17+1       | 10         | 4          | 3+1        | CI-D            | -               | -               | -               | -               | -                  | -                  | -                  | -                  | -                  | -           | -           | -           | -           | -           | 18     | 10     | 4      | 4      | 55,56      |
| set. 2019-2020           | Cavese                   | C                        | 26         | 9          | 9          | 8          | CI+CI-C         | 0+1             | 0+0             | 0+0             | 0+1             | -                  | -                  | -                  | -                  | -                  | -           | -           | -           | -           | -           | 27     | 9      | 9      | 9      | 33,33      |
| dic. 2020-apr. 2021      | Cavese                   | C                        | 15         | 2          | 2          | 11         | -               | -               | -               | -               | -               | -                  | -                  | -                  | -                  | -                  | -           | -           | -           | -           | -           | 15     | 2      | 2      | 11     | 13,33      |
| Totale Cavese            | Totale Cavese            | Totale Cavese            | 149        | 65         | 43         | 41         |                 | 14              | 4               | 3               | 7               |                    | -                  | -                  | -                  | -                  |             | 2           | 1           | 1           | 0           | 165    | 70     | 47     | 48     | 42,42      |
| dic. 2021-2022           | Lamezia Terme            | D                        | 22+1       | 11         | 6          | 5+1        | CI-D            | -               | -               | -               | -               | -                  | -                  | -                  | -                  | -                  | -           | -           | -           | -           | -           | 23     | 11     | 6      | 6      | 47,83      |
| ott. 2022-gen. 2023      | Puteolana                | D                        | 11         | 0          | 6          | 5          | CI-D            | 2               | 1               | 1               | 0               | -                  | -                  | -                  | -                  | -                  | -           | -           | -           | -           | -           | 13     | 1      | 7      | 5      | &7,69      |
| feb.-giu. 2024           | Savoia                   | Ecc.                     | 9          | 3          | 4          | 2          | CI-Ecc.         | -               | -               | -               | -               | -                  | -                  | -                  | -                  | -                  | -           | -           | -           | -           | -           | 9      | 3      | 4      | 2      | 33,33      |
| lug.-nov. 2024           | Savoia                   | D                        | 11         | 5          | 1          | 5          | CI-D            | 1               | 0               | 0               | 1               | -                  | -                  | -                  | -                  | -                  | -           | -           | -           | -           | -           | 12     | 5      | 1      | 6      | 41,67      |
| Totale Savoia            | Totale Savoia            | Totale Savoia            | 38         | 18         | 9          | 11         |                 | 1               | 0               | 0               | 1               |                    | -                  | -                  | -                  | -                  |             | -           | -           | -           | -           | 39     | 18     | 9      | 12     | 46,15      |
| dic. 2024-2025           | Nocerina                 | D                        | 20+2       | 12+2       | 7          | 1          | CI-D            | -               | -               | -               | -               | -                  | -                  | -                  | -                  | -                  | -           | -           | -           | -           | -           | 22     | 14     | 7      | 1      | 63,64      |
| Totale Nocerina          | Totale Nocerina          | Totale Nocerina          | 24         | 14         | 7          | 3          |                 | -               | -               | -               | -               |                    | -                  | -                  | -                  | -                  |             | -           | -           | -           | -           | 24     | 14     | 7      | 3      | 58,33      |
| Totale carriera          | Totale carriera          | Totale carriera          | 515        | 220        | 150        | 145        |                 | 38              | 16              | 8               | 14              |                    | -                  | -                  | -                  | -                  |             | 2           | 1           | 1           | 0           | 555    | 237    | 159    | 159    | 42,70      |

## Palmarès

### Giocatore

#### Club
- Campionato italiano Serie D: 2

Juve Stabia: 1978-1979 (girone F)
Puteolana: 1999-2000 (girone G)
- Campionato italiano Serie C1: 2

Empoli: 1982-1983 (girone B)
Casertana: 1990-1991 (girone B)

#### Individuale
- Miglior Giocatore del Torneo di Viareggio: 1

1980

### Allenatore

#### Competizioni nazionali
- Campionato italiano Serie C2: 1

Cavese: 2005-2006 (girone B)
- Supercoppa di Lega Serie C2: 1

Cavese: 2005-2006

#### Competizioni interregionali
- Serie D: 1

Ischia Isolaverde: 2012-2013 (girone H)
- Scudetto Serie D: 1

Ischia Isolaverde: 2012-2013